# Popstrucha ibiska
Popstrucha ibiska (Atherix ibis) – gatunek muchówki z rodziny popstruchowatych (Athericidae). Jednego z trzech gatunków żyjących w Polsce z rodziny Athericidae. W niektórych opracowaniach można spotkać polską nazwę rodziny Athericidae – kobyliczkowate, ale kobyliczkowate jest nazwą rodziny Rhagionidae. Popstruchowate niedawno zostały wydzielone w osobną rodzinę z kobyliczkowatych, 
U popstruchy ibiskiej występuje matrifagia. Muchówka ta zasiedla w stadium larwalnym czyste cieki, o kamienistym lub żwirowatym dnie. Po kopulacji samice popstruchy latają rojem nad umieszczonym nad wodą przedmiocie (z braku naturalnych konarów wykorzystują także elementy antropogeniczne, np. przęsła mostów i mostków). Zaczyna się od jednej samicy, która siada i składa jaja w postaci lepkiego pakietu. Substancja, znajdująca się w pakiecie z jajami, działa jak lep na muchy i samica się do niego przykleja. Kolejne samice dołączają i składają jaja w tym samym miejscu, sukcesywnie przyklejając się i powiększając tę niezwykłą, lepką bryłę. Po pewnym czasie tworzy się bryła, przypominająca trochę osiadły na spoczynek rój pszczół. Tyle że mniejsze są owady i powstała bryła (podobno mogą być i takie wielkości piłki futbolowej). Samice giną, tworząc swoistą ochronę z własnych ciał dla swojego potomstwa.
Po kilku dniach z jaj wylęgają się larwy, które za swój pierwszy posiłek mają ciała swoich matek. Stąd termin matrifagia. Następnie młode larwy spadają do wody, gdzie żywią się padliną lub gnijącymi szczątkami roślin. 
Larwy są beznogie – mają jedynie posuwki i wyglądają jak przodkowie pratchawca. Są koloru ciemnozielonego i dorastają do ok. 2 cm. Są drapieżne, a ich mała głowa trudna jest do zobaczenia, czasem jest wciągana do wnętrza ciała.

Indianie z Ameryki Północnej zjadają kuzyna naszej popstruchy - Atherix variegata. Strącają z gałęzi kule z jajami i owadami dorosłymi, potem wyławiają z je wody i zjadają. 